# Dahteste
Dahteste (Tah-das-te) (um 1860–1955) war eine Chokonen-Apachen-Kriegerin.

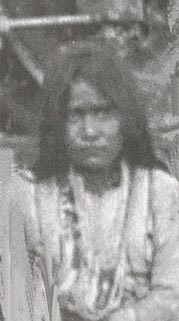
Dahteste (1886)

## Vorgeschichte
Dahteste war die Schwester von Ilth-goz-ay, der Frau von Chihuahua (auch bekannt als Kla-esh), Chef der Chokonen-Gruppe der Chiricahua.
In ihrer Jugend ritt sie mit Cochises Schar im Südosten von Arizona. Obwohl sie verheiratet war, nahm Dahteste an Überfällen mit ihrem ersten Ehemann Ahnandia teil. Später war sie bei vielen Überfällen Gefährtin von Geronimo und Lozen. Dahteste sprach fließend Englisch und fungierte für die Apachen als Bote und Übersetzer. Sie wurde Vermittlerin für die US-Kavallerie und war 1886 maßgeblich an der Aushandlung von Geronimos endgültiger Kapitulation beteiligt.
Sie verbrachte acht Jahre als Kriegsgefangene im Fort Marion in St. Augustine in Florida, wo sie Lungenentzündung und Tuberkulose überlebte. Danach wurde sie in ein Militärgefängnis in Fort Sill, Oklahoma gebracht. Während der Haft ließen sie und Ahnandia sich scheiden und sie heiratete einen verwitweten Apachen-Scout namens Kuni oder Coonie.
Nach neunzehn Jahren Haft in Fort Sill wurde Dahteste 1913 entlassen und lebte zusammen mit Coonie in Whitetail in der Mescalero Apache Reservation in New Mexico. Sie hatte keine eigenen Kinder, zog aber Coonies drei Kinder aus seiner ersten Ehe auf, einen seiner Neffen sowie zwei weitere Waisenkinder. Bis zu ihrem Tod 1955 war sie als „Old Mrs. Coonie“ bekannt, kleidete sie sich traditionell und weigerte sich, Englisch zu sprechen.